# Timetes
En la mitología griega, Timetes (en griego antiguo Θυμοίτης/Thymoítês) —hijo de Oxintes y hermano de Afidante— fue el decimoquinto rey mitológico de Atenas, y el último descendiente de Teseo.
Durante un conflicto que enfrentó a atenienses y beocios por una cuestión de fronteras, Timetes decidió que un combate singular entre los dos reyes determinara el resultado de la guerra. Temeroso, anunció que cedería su trono al que combatiera en su lugar. Melanto se ofreció voluntario, ganó el combate al rey beocio Janto y fue rey de Atenas.